# Atrichopogon websteri
Atrichopogon websteri är en tvåvingeart som först beskrevs av Daniel William Coquillett 1901.  Atrichopogon websteri ingår i släktet Atrichopogon och familjen svidknott. Inga underarter finns listade i Catalogue of Life.